# Іванко Сушик
Іванко Сушик з Романова, що біля сучасного Львова (XIV ст.) — руський (український) лицар (можливо, боярин). За подвиги на полі Грюнвальдської битви був винагороджений королем Владиславом II Ягайлом трьома селами в Галицькій землі, воював, імовірно у складі Львівської Хоругви.

У 2005 році випущена поштова марка України у серії «Історія війська в Україні» із зображенням лицаря Івана Сушика.